# Stjepan Bäuerlein
Stjepan Bäuerlein tudi Štefan Bäuerlein (hrvaško Stjepan Bäuerlein; nemško Stefan Bäuerlein) - tudi Bauerlein oziroma Baeuerlein), hrvaški duhovnik nemškega porekla, pisatelj in akademik, (* 3. avgust 1905 Babina Greda; † 9. avgust 1973 Đakovo; takrat Avstro-Ogrska, danes Hrvaška) je bil rimsko-katoliški škof džakovsko-sremske škofije.
Škof je bil od 1951 do 1973.

## Življenjepis
Stjepan Bäuerlein je bil škof v škofiji in nato nadškofiji, ki je v zgodovini večkrat - pa celo za njegovega škofovanja - menjala svoje ime.
Izhaja iz skromnega okolja od staroselcev - staršev nemške narodnosti, nad katero je Titova ateistična nova oblast s povojnimi zunajsodnimi poboji izvršila pravi ljudomor ne le na področju Slovenije, ampak dosledno na področju celotne Jugoslavije. Tukaj so bili vsi pripadniki nemške narodnosti po partizanskem prevzemu oblasti - ne glede na starost, spol ali zdravstveno stanje - nasilno izseljeni, mnogi od njih pa mučeni in umorjeni (npr. v mučilišču na Teharjah ali v otroškem koncentracijskem taborišču Petričku pri Celju). Podobne strahote so se godile tej številni manjšini tudi širše – po celotni Jugoslaviji - predvsem pa po Vojvodini, kjer so tamkajšnjim "Donauschwaben" - polmilijonski manjšini - odvzeli ne le vse premoženje, ampak tudi osnovne človeške pravice; mnogim pa v stotini koncentracijskih taborišč tudi življenje. Tudi to je bil eden od razlogov, da so Stjepana vohunske državne službe še posebej skrbno imele na piki kot „sovražnika socialistične družbe“ in ga stalno nadlegovala.
Osnovno šolo je obiskoval v rojstnem kraju Babini Gredi v Vzhodni Slavoniji. Že od mladih let je želel postati duhovnik; državno gimnazijo je najprej obiskoval v Đakovem, nato pa je nadaljeval šolanje v jezuitskem semenišču v Travniku. Teologijo je študiral na škofovski Višji bogoslovni šoli v Džakovem; tam je 7. aprila 1929 prejel zakrament duhovništva. Bogoslovne študije je 1937 z diplomo končal na Katoliški teološki fakulteti v Zagrebu, saj ni mogel diplomirati na tedanjem džakovskem bogoslovju, ki je veljalo le za „višjo bogoslovno šolo“ in ne „teološko fakulteto“ – torej brez pravice podeljevanja diplom in drugih znanstvenih naslovov.
Kot kaplan, katehet in župnik je deloval v različnih farah takratne đakovsko-sremske škofije ki je – kot omenjeno – v starejšem in novejšem času večkrat menjala ime. Dušni pastir je bil takorekoč po vseh njenih delih: od Podcrkavlja (1929) na zahodu do Petrovaradina II (1937) in Novega Slankamena (1929) na vzhodu, pa vse do Tovarnika (1930) in Valpova (1930) na severu. Poučeval je verouk; bil je duhovni voditelj več skupnosti in bratovščin: Marijine družbe, Križarskega bratstva in Malih križarjev. Bil pa je tudi profesor homiletike, katehetike, pedagogike in govorništva na Višji bogoslovni šoli v Džakovem.

## Škof
Pij XII. ga je 27. maja 1951 imenoval za pomožnega škofa škofu-upraviteju Bosensko-đakovsko-sremske škofije Akšamoviću ter za naslovnega škofa starodavne maloazijske škofije Herakleje Pontske.
29. junija 1951 ga je za škofa posvetil v Đakovski stolnici sv. apostola Petra kot glavni posvečevalec beograjski nadškof Ujčič; soposvečevalec je bil njegov predhodnik džakovsko-sremski škof Akšamović; medtem pa je sodeloval pri obredu kot duhovnik Križevske škofije tudi naslednje leto za škofa posvečeni Gabrijel Bukatko
12. oktobra 1959 pa ga je papež Janez XXIII. imenoval za rednega škofa Bosensko-đakovsko-sremske škofije.

### Dušnopastirsko delovanje
Škof Bäuerlein je bil usmerjen izrazito dušnopastirsko in je kot profesor v bogoslovju predaval med številnimi predmeti tudi katehetiko, tj umetnost poučevanja verouka. S tem namenom je ustanovil na Viskoki bogoslovni šoli ’’Katehetski inštitut’’; s tem namenom je pisal in izdajal tudi številne veroučne priročnike. Poleg tega je na povojnem pogorišču ustanovil dvajset novih župnij - največ po mestih; spodbujal je gradnjo in obnovo cerkva, župnišč in veroučnih dvoran. Zbral je in skrbno uredil priročno knjižnico s področja kateheze, umetnostne zgodovine in arheologije, ki vsebuje kar 11 000 knjig. Na škofiji je osnoval „Dijecezanski muzej sakralne umjetnosti“ („Škofijski muzej nabožne umetnosti“). Svoje strokovne prispevke je redno objavljal v „Glasniku Biskupija bosanske i sriemske“ („Glasniku bosensko-sremske škofije“) ter 1944 v časopisu Croatia Sacra objavil oris đakovskega škofa Nikolaja Ogramića.
Podobno kot kaplan in župnik ali profesor, je tudi kot škof postavil težišče svojega delovanja na dušnopastirsko delo. Že bežen pogled na njegovo izdajateljsko dejavnost pokaže, da se je osredotočil na verouk, cerkveno zgodovino in krščansko vzgojo.

### Pisateljevanje
Štefan se je izkazal za neverjetno pridnega pisatelja, kar kaže ta skoraj popolni seznam njegovih številnih lastnih del, prireditev in prevodov. Božjo besedo je najprej širil s pisanjem na pisalni stroj - in je svoje izdelke tudi vestno podpisoval s prepoznavno kratico S. B-n. Pozneje se je dal na razmnoževanje s ciklostilom, nato pa je svojo dejavnost razširil na pravo tiskanje na dobrem papirju v lastni tiskarni, ki so jo oblasti trpele le iz spoštovanja do njegovega uglednega prednika Strossmayerja, ki je bil tudi zanesen Jugoslovan. 
I Učbeniki
1. Katehetika. Djelo, Djakovo 1947., str. 43+7.
2. Katehetika III. Historijski pregled katehetskog rada, Izdao Biskupski ordinarijat u Djakovu 1965., str. 89, 2. izd.
3. Katehetika IV. Katehetska didaktika. Djakovo 1952., 1961., str. 124, 2 izd.
4. Katehetika VI. Organizacija i administracija katehetske škole. Djakovo 1950., str. 45.
5. Katehetika VI. Organizacija i administracija katehetskog rada. (Skripta za studij katehetike na VBŠ-i Djakovo), Djakovo , str. 76.
6. Katehetika VIII. Upoznavanje djeteta. Djakovo, str. 74.
7. Katehetika IX. Katolički odgojitelji. Djakovo, str. 34.

II Priročniki
1. Plan nastavnog gradiva iz vjeronauka u vjeronaučnom tečaju (priredio), Izdao Biskupski ordinarijat u Djakovu, Djakovo 1957., str. 9.
2. Korizma. Dokumenti 3. (priredio) Izdao Biskupski ordinarijat u Djakovu, Djakovo 1959., str.3.
3. Administracija u katehetskoj školi (priredio), Izdao Biskupski ordinarijat u Djakovu, Djakovo 1959., str. 13.
4. Nastavni plan vjerske pouke (priredio), Izdao Biskupski ordinarijat u Djakovu, Djakovo 1959., str. 81.
5. Plan vjeronaučnog rada. Dokumenti 4. (priredio), Izdao Biskupski ordinarijat u Djakovu, Djakovo 1959., str. 10.
6. Statut Interdijecezanskog vjeronaučnog centra (priredio), Izdao Biskupski ordinarijat u Djakovu, Djakovo 1959., str. 13.
7. Dekret sv. Oca Pape Pija X. o dobi prvopričesnika « Quam singulari « (priredio), Izdao Biskupski ordinarijat u Djakovu, Djakovo 1960., str. 13.
8. Dodjite, poklonimo se! (priredio), Izdao Biskupski ordinarijat u Djakovu, Djakovo 1960., str. 11.
9. Blagdan kršćanskog nauka. Dokumenti 5. (priredio), Izdao Biskupski ordinarijat u Djakovu, Djakovo 1960., str. 15.
10. Pustite k meni malene (priredio), Izdao Biskupski ordinarijat u Djakovu, Djakovo 1960., str. 90.
11. Pouka o svetoj Misi. Dokumenti 9. (priredio) Izdao Biskupski ordinarijat u Djakovu, Djakovo 1961., str. 10.
12. Tehnika sudjelovanja djece kod zborne sv. mise. (priredio) Izdao Biskupski ordinarijat u Djakovu, Djakovo 1961., str. 20.
13. Moja misna bilježnica. (priredio), Izdao Biskupski ordinarijat u Djakovu, Djakovo 1961., str. 52.
14. Sveta Misa. Tumačenje. (priredio), Izdao Biskupski ordinarijat u Djakovu, Djakovo 1961., str. 69.
15. Sveta misa. Čitač. (priredio), Izdao Biskupski ordinarijat u Djakovu, Djakovo 1961., str. 44.
16. Za vjeru tvog djeteta (priredio), Izdao Biskupski ordinarijat u Djakovu, Djakovo 1962., str. 111. (4 izdaje)
17. Tvoji sretni dani (priredio), Izdao Biskupski ordinarijat u Djakovu, Djakovo 1964., str. 123.
18. Blagdan kršćanskog nauka (priredio), Izdao Biskupski ordinarijat u Djakovu, Tipografija Djakovo 1965., str. 31.
19. Obred prve pričesti. 2. izdanje (priredio), Izdao Biskupski ordinarijat u Djakovu, Djakovo 1966., str. 24.
20. Nastavni plan vjerske pouke (priredio), Izdao Biskupski ordinarijat u Djakovu, Djakovo 1966., str. 66.
21. Natjecanje iz vjeronaučnog znanja (priredio), Izdao Biskupski ordinarijat u Djakovu, Djakovo 1966., str. 56.

III Prevodi
1. Direktorij pastoralne kateheze, Izdao Biskupski ordinarijat u Djakovu, Djakovo 1965., str. 108. ( Naslov originala: Directoire de pastorale catechetique a l'usage des dioeceses de France )

IV Molitveniki
1. Molitve i istine, Izdao Biskupski ordinarijat u Djakovu, Djakovo 1962., str. 37. (6 izdaj)
2. Pristupam k Božjem žrtveniku, Djakovo, Tisak građanske tiskare k.d. u Osijeku 1942., str.52. (6 izdaj)
3. Pristupit ću k Božjem žrtveniku, Izdaje Biskupijski ordinarijat u Djakovu, Tipografija Djakovo 1970., str.32. (5 izdaj)

V Pridige
1. Propovijedi za djecu na sv. Misi, Izdao Biskupski ordinarijat u Djakovu, Djakovo 1961., str.22.

VI Članki
1. Ovogodišnji treći kazus, u: GBBS 61 (1933) 8, str. 57-60.
2. Ovogođišnji treći kazus, u: Kršćanska škola 37 (1934) 1, str. 6-9.; 2, str. 16-18.
3. Rim o ranoj sv. pričesti djece, u: GBBS 64 (1936) 4, str. 34-35.
4. Crtanje u vjeronaučnoj nastavi, u: GBBS 65 (1937) 16, str. 125-128.
5. Đakovo: 1239., u: GBBS 67 (1939) 20, str. 157-160.; 21, str. 166-167.
6. Katehetski kongres u Sarajevu, u: GBBS 68 (1940) 14, str. 110-112.
7. Prof. + F. Heffer, u: GBBS 68 (1940) 18, str. 147-148.
8. Skupština Unio Cleri Missionaria u Đakovu, u: GBBS 68 (1940) 21, str. 171-174.
9. Fra Nikola Ogramić Olovčić, biskup đakovački, u: Croatia sacra 13-14 (1944) 22, str. 127-160.
10. Biskup Nikola Ogramić Olovčić. Posebni otisak iz revije « Croatia sacra « br. 22. g. XIII-XIV., str. 34.
11. Isus. Liturgijski kalendar, u: Istina (1946).
12. Najnovija stremljenja u vjeronaučnom radu, u: VĐB 75 (1948) 2, str. 16-18.
13. Pastorizacija naših ministranata, u: VĐB 75 (1948) 4, str. 43-46.
14. Biskup J. J. Strossmayer u svjetlu I. vatikanskog koncila (Govor mons. Stjepana Bäuerleina đakovačkog biskupa, preko Vatik. radija dne 24. XI. 1963), u: VĐB 91 (1964) 1, str. 8-9.
15. Načelno o uputi u vezi sa sv. Misom, u: SB 5 (1965) 3-4, str. 1-17.
16. Župski « Liber memorabilium «, u: BS 36 (1966) 2, str. 493-500. Istoimeni članak pronašli smo kao separat u našoj knjižnici ali bez podataka gdje je tiskano.
17. Uz 100-tu obljetnicu « Vjesnika đakovačke biskupije «, u: VĐB 100 (1973) 1, str. 7.

VII Pastirska pisma in poslanice
1. + Stjepan po Božjem milosrđu i odluci sv. Oca pape Pija XII. Naslovni biskup Herakleje Pontske, Apostolski upravitelj biskupije Bosansko-đakovačke i Srijemske i administrature Baranjske. Korizmena poslanica preuz. gospodina Biskupa Msgra Stjepana Bäuerleina, u: VĐB 79 (1952) 3, str. 33-36.
2. Božićna čestitka, u: O-IV-1960., str. 67-68.
3. Korizmeno pismo, u: O-I-1961., str. 1-2.
4. Božićna čestitka, u: O-V-1962., str. 134-135.
5. Vi ste Božji narod. Korizmena poslanica vjernicima djakovačke biskupije, u: O-I-1964., str. 5-10.
6. Biskupov govor preko radio Vatikana – radio-poruka, u: O-VI-1964., str. 163-165.
7. Pastirsko pismo biskupa – ordinarija vjernicima djakovačke biskupije o obnovi svete mise za 1965. godinu, u: O-I-1965, str. 3-9.
8. Uskrsno pismo i čestitka Biskupa-ordinarija vjernicima djakovačke biskupije, u: O-II-1966, str. 39-43.
9. Božićna čestitka biskupa-ordinarija vjernicima, u: O-VI-1966, str. 204-206.
10. Korizmena poslanica biskupa-ordinarija: Što ćemo učiniti za Krista i Crkvu poslije Drugog Vatikanskog sabora, u: O-I-1967, str. 8-13.
11. Uskrsno pismo Božjem narodu, u: O-II-1968, str. 39-43.
12. Pastirsko pismo svećenstvu, u: O-II-1968, str. 48-52.
13. Pastirska poslanica Božjem narodu o svećeničkim i redovničkim zvanjima, u: O-II-1968, str. 52-55.
14. Uskrsno pismo vjernicima, u: O-I-1969, str. 1-6.
15. Nagovor svećenicima za Sveti četvrtak 1969, u: O-II-1969, str. 59-62.
16. Obnovljeni rimski misal, u: O-V-1969, str. 173-176.
17. Uskrsno pismo vjernicima, u: O-1970, str. 1-6.
18. Sveti četvrtak – homilija biskupa – ordinarija, u: O-II-1970, str. 93-96.
19. Uskrsno pismo o Marijinoj vjeri, u: O-III-1971, str. 61-66.
20. Nagovor Biskupa-ordin. Na V. Četvrtak, u: O-IV-1972, str. 87-91.
21. Naše Sjemenište u plamenu, riječ Biskupa-ordinarija, u: O-VII-1972, str. 169-170.
22. Svećeničko i liturgijsko odijevanje, u: O-X-1972, str. 236-238.
23. Suradnik u Hrvatskoj enciklopediji, svezak 5. Dilatacija – Elektrika, Hrvatski izdavački bibliografski zavod, Zagreb 1945.; pojam Đakovo, str. 524.; oznaka za biskupa S. B-n.[14][15][16]

### "Rdeča udba" - "Bela knjiga" - "Črni škof"
Katoliška Cerkev – sovražnik št. 1
Pred in po nasilnem prevzemu oblasti po Drugi svetovni vojni so jugoslovanski komunisti z vsemi - tudi nasilnimi sredstvi - obračunavali s svojimi resničnimi ali namišljenimi „sovražniki ljudstva“, med katere so postavili Katoliško Cerkev na vrh lestvice. Da bi lažje širili ateizem zlasti med mladino, so vršili pritisk na cerkvene ustanove, katoliška šole, rednovniške skupnosti, karitativno delovanje in verska združenja; verouk pa so kot „nekoristen predmet“ vrgli iz šol povsod že do leta 1952. Zloglasna UDBA je zasledovala in zasliševala škofe, duhovnike in dejavne vernike, mnoge pa tudi zaprla. Čeprav so se pri širjenju svoje ideologije skrivali za krinko „znanstvenega materializma“ oziroma "marksizma in leninizma", je bil po njihovih lastnih besedah zaseg „sredstev za proizvodnjo“ – torej oblast, denar in grabež premoženja za vsako ceno - njihov glavni cilj. V tem uničujočem vrtincu se je nenadoma znašel tudi škof Bäuerlein – ki pa je v duhu svojege gesla „Cruce et labore“ ("S križem in delom") sprejemal preizkušnje od zunanjih in notranjih sovražnikov v Kristusovem duhu kot nekaj samo po sebi umevnega; s svojo potrpežljivostjo, pridnostjo - pa tudi svojeglavo odrezavostjo - je lahko dosegal tudi nemogoče. 
V svoji surovi borbi za oblast in za ostanek na oblasti režim ni izbiral med dovoljenim in nedovoljenim; med drugim so njegovi poslušniki uničevali vse dokumente ali strani, ki bi jih lahko postavile kdaj v slabo luč, kakor tudi tiste, ki bi lahko postavili preganjance v prelepo luč. To se je dogajalo škofu Bäuerleinu kot tudi mnogim drugim; najtemeljiteje pa so „očistili“ od vseh "neugodnosti" spise o zagrebškem nadškofu Stepincu. Zanje neprijetne spise so uničevali z večjo gorečnostjo, kot je to svojčas počela srednjeveška inkvizicija s heretičnimi spisi, ki so jih tako spreminjali v prah in pepel.
Čudi, kako vztrajno in dosledno so tajne službe spremljala vsak njegov korak prek številnih vohunov - ki so bili tudi med njegovimi sodelavci. Tako ga je UDBA na vse mogoče načine nadzirala in ovirala pri njegovi vsestranski dejavnosti, saj ga je imela za "skrajno sovražnega" v odnosu do socialistične oblasti; nikoli mu niso odpustili njegovega neskritega nasprotovanja "Cirilmetodijskemu društvu katoliških duhovnikov", ki da je v naprotju z drugimi duhovniki "gojilo bratstvo in enotnost naših narodov" in "domoljubnost"; v resnici pa naj bi se zabilo kot klin med duhovnike in škofe ter papežem, da bi končno prispevalo k ustanovitvi "narodne cerkve" - ločene od Rima.. 
Ne moremo pa spregledati, da je k stalnim napetostim, oviram in težavam prispeval deloma tudi sam škof s svojim docela odklonilnim odnosom do novih oblasti. Po njihovi izjavi - bolj ko je bil bolan, bolj je bil nedostopen. Tako oblastem ni bilo potrebno veliko napora, ko so poskušale in tudi uspevale zanetiti razdor med njegovo duhovščino; to se je pokazalo zlasti, ko je proti koncu njegovega službovanja nezadovoljna skupina duhovnikov izdala "Belo knjigo o črnem škofu", v kateri vso krivdo za prepire in razkole med verniki in duhovščino valijo na samega škofa ki pa je duhovščino in vernike le še bolj razdvojila in jih deloma vse do današnjega dneva razvrstila v nasprotujoča si tabora.
Če bi vatikanska diplomacija - ki navadno deluje (pre)počasi, resno vzela očitke sicer odličnih duhovnikov, ki so sestavili "belo knjigo" - bi za rednega škofa ne imenovala očrnjenega Štefana - in zadeve bi se same umirile; tako pa se te skrite zamere vlečejo v nekaterih krogih še do danes in morda ni le naključje, da ta sicer znani, zaslužni in neverjetno marljivi škof še nima svojega članka niti na hrvaški niti na angleški Wikipediji - medtem ko za vse druge - celo manj znane škofe - obstajajo bolj ali manj temeljiti članki vsaj z osnovnimi podatki.
Z oblastmi škof Bauerlein vsekakor ni maral nikakršnega sodelovanja, razen kadar je bilo res nujno in neizogibno - in to jim je v brk povedal. Njegovo stališče je bilo skrajnje nepopustljivo in v očitnem nasprotju z njegovim predhodnikom Akšanovićem, ki je bil pripravljen na pogovor ter sodelovanje z oblastmi zaradi boljšega "modusa vivendi" zaupanih mu vernikov. Nič čudnega: bilo mu je veliko lažje, saj je bil za verska vprašanja pri hrvaški vladi tedaj odgovoren njegov znanec in prijatelj Ritig. Bauerleinovo škofovanje je torej potekalo v bojevitem slogu nepopustljivosti, žrtve ter pripravljenosti tudi na mučeništvo bolj v duhu papeža Pija XI. in Pija XII. kot pa v slogu "aggiornamenta" ali podanašnjenja in dialoške odprtosti Janeza XXIII., ki je ravno želel pogovor z današnjim svetom ne glede na to, kakšen je.
Bela knjiga o črnem škofu
K težavam je prispeval deloma tudi sam škof s svojim docela odklonilnim stališčem do oblasti; morda pa je obema stranema bilo na neki način le bolj všeč, da sta imeli čiste račune brez slepomišenja. Obenem s pritiskom na škofa pa je UDBA poskušale in tudi uspevale zanetiti razdor med njegovo duhovščino; to se je pokazalo zlasti, ko je proti koncu njegovega službovanja nezadovoljna skupina sicer odličnih duhovnikov izdala "Belo knjigo o črnem škofu" – kot je zadevo označil zelo brani tednik -, v kateri na škofa valijo vso krivdo za prepire, težave in razkole ki pa je duhovščino in vernike le še bolj razdvojila in jih deloma vse do današnjega dneva razvrstila v nasprotujoča si tabora. Piko na i pa je dalo dejstvo, da Vatikan ni hotel dojeti resnosti položaja in je Štefana kljub temu imenoval za rednega škofa.
"Prijazni" obiski Udbašev
»Organe oblasti« je najbolj motilo škofovo odklanjanje „domoljubnega duhovniškega združevanja“, kar pa je bilo v skladu s papeškimi smernicami ter z določbami Jugoslovanske škofovske konference, kakor tudi v dogovoru z drugimi hrvaškimi škofi. Tajna služba ga je najprej hotela ujeti v besedi, nato sprožiti sodni postopek, da bi ga nekako odvrnila od njegove neomajnosti. Tako so ga 1952 zasliševali kar sedemkrat, kar se je nadaljevalo marca 1953, ko so na ta način z njim „vodili dialog“ skoraj  vsako dopoldne in popoldne. Tako so mu 9. marca 1953 očitali, češ  da je z ‘Deklaracijo’ št. 50. z dne 22.II.1953 grozil duhovnikom in omejeval njihovo svobodo združevanja. Škof je dejal „da ni zlorabljal svobodnega verskega delovanja, ampak le opravljal svojo škofovsko dolžnost ter z 'deklaracijo' opozarjaje duhovnike na 127. kanon CiC-a, po katerem duhovniki ne smejo niti ustanavljati niti vstopati v kaka društva brez škofovega dovoljenja. Patriotsko cirilmetodovsko društvo je s tega vidika nezakonito, ker škofom ni bilo predloženo v potrditev niti društvo niti njegova pravila. Za različne grožnje in prepovedi se škof ni dosti menil; zahteval je dosledno tudi, da morajo duhovniki dobiti škofovo soglasnost tudi za izdajanje knjig in časopisov – česar pa cirilmetodovci niso niti prosili niti dobili, kot je zapisano v zasliševalnem zapisniku v Osijeku z dne 28.IX.1955. 
Kljub stalnim grožnjam ni bil obsojen
V prirejenem postopku zoper duhovnike in bogoslovce iz džakovskega bogoslovja 1959-60, ko so jih nekaj obsodili na večletne zaporne kazni, on nikoli ni bil obsojen, čeprav so ga „komunistične oblasti smatrale za enega od najbolj ekstremnih škofov“ zlasti v zvezi z včlanjevanjem v od komunističnega vodstva ustanovljeno in vodeno duhovniško društvo. 
Ko „trd pristop“ ni rodil želenih sadov, so ga poskušali "vaspitati" in omehčati z »dobronamernimi« obiski, ko so se pogovarjali o raznih perečih temah in sicer sedaj na škofiji. Imeli so namen ujeti ga v kaki besedi, ki so jih redno skrbno zapisovali in zahtevali odgovore, ki pa jih niso vedno dobili. Spremljali so skrbno prek vohljačev vse njegove dejavnosti, tudi premestitve duhovnikov, ki razumljivo niso potekale vedno gladko, zlasti iz mesta na deželo. Vodstvo občinske komisije za verska vprašanja je obiskalo škofa tudi 14. aprila 1965, in je zopet hotelo napeljati vodo na svoj mlin, na stanovsko združenje duhovnikov; na to je škof vzrojil: „Izvajam določbo škofovske konference in o tem ne želim govoriti.“ Po mučni tišini, ki je zato nastala, pa je dejal predsednik Predrijevac: „Tudi komunisti se držimo zaključkov komiteta“ – na kar so vsi prasnili v smeh ter prešli na drugo temo.

## Smrt in spomin

### Bolezen in pogreb
Umrl je 9. avgusta 1973 v Džakovem. 
Pogreb je bil 11. avgusta in je pokopan v kripti Džakovske stolnice.

### Spomin
Somaševanje ob 50-letnici smrti
Đakovsko-oseški pomožni škof Ivan Ćurić je v sredo, 9. avgusta 2023, vodil somaševanje v đakovski stolnici ob 50. obletnici Bäuerleinove smrti. Poudaril je njegovo prizadevanje za lepoto Božje hiše, ki jo je pokazal zlasti po potresu 1964, ko je obnovil poškodovano prekrasno, pa tudi velikansko džakovsko stolnico. Omenil je njegovo dejavno sodelovanje na vseh štirih sejah 2. vatikanskega vesoljnega cerkvenega zbora in njegovo zavzetost za cerkveni verouk potem, ko so ga komunistične oblasti vrgle iz šol. Za ta namen je ustanovil posebno katehetsko središče, kjer so se izpopolnjevali katehetje. Na njegov smrtni dan praznuje Cerkev god mučenke Benedikte od križa - Edit Steinove - in takšno je bilo ne le njegovo škofovsko geslo: "Cruce et labore" - "S križem in delom" (izvrševati Božjo voljo), ampak mu je takratna oblast s stalnim vohunjenjem in oviranjem cerkvenega delovanja nalagala novih križev in težav, ki jih je potrpežljivo prenašal po zgledu prvih mučencev. Sedanje preganjanje je primerjal pokojni škof kot nekaj samoumevnega z nekdanjimi krščanskimi katakombami. V zvezi s temi nasprotovanji je hrabril in spodbujal zlasti bogoslovce, naj bodo pripravljeni na vse težave - tudi na mučeništvo, na življenje v "modernih katakombah".
Po maši so se vsi skupaj napotili v kripto, kjer so molili ne le za rajnega škofa Štefana, ampak tudi za duhovnika Ivana Lukačevića i Dragota Domitrovića,, ki sta umrla na isti dan kot škof.
Postavitev spomenika v rojstnem kraju
Na dvorišču župnijske cerkve svetega Lovrenca, diakona in mučenca v Babini Gredi so v spomin in v znak spoštovanja postavili doprsni kip škofa Stjepana Bäuerleina, ki se je 3. avgusta 1905 rodil v Babini Gredi, v župnijski cerkvi sv. Lovrenca pa bil krščen naslednjega dne, 4. avgusta 1905. To je bil glavni razlog za postavitev doprsnega kipa prav na tem mestu. Pomembno vlogo je imel kot škof pri vodenju nekdanje đakovsko-sremske in bosanske škofije. Zelo razgibano dejavnost je razvil kot katehet in duhovni voditelj članov katoliških družb ter kot profesor in vzgojitelj v bogoslovnem semenišču v Đakovem. Kot škof je spodbujal župnijski verouk, izgradnjo veroučnih dvoran ter izobraževanje veroučiteljev na tamkajšnjem katehetskem inštitutu, ki ga je s tem namenom utemeljil. 
V duhovnika je bil posvečen 7. aprila 1929 in je svojo novo mašo pel v Babini Gredi ter s tem potrdil svojo povezanost z domačo župnijo.

### Udbini dokumenti o škofu
(hrvaško)
- Arhiva Stjepan Bäuerlein - Glas Koncila Povijesni feljton SDS-ov DOSJE O BISKUPU STJEPANU BÄUERLEINU (10) Biskup svojim bogoslovima: »Ne... Tomislav Vuković - 1. ožujka 2021.
- SDS-ov DOSJE O BISKUPU STJEPANU BÄUERLEINU Udbini majstori povijesnoga revizionizma - Glas Koncila Povijesni feljton SDS-ov DOSJE O BISKUPU STJEPANU BÄUERLEINU (1) Udbini majstori povijesnoga revizionizma Objavio Tomislav Vuković 14. prosinca 2020.
- SDS-ov DOSJE O BISKUPU STJEPANU BÄUERLEINU (2) »Bio je ekstreman protiv SFRJ« - Glas Koncila Tomislav Vuković 21. prosinca 2020.
- Naslovnica  Glas Koncila  Povijesni feljton SDS-OV DOSJE O BISKUPU STJEPANU BAUERLEINU (3) Od predstavnika američkoga veleposlanstva do biskupova »brice« Tomislav Vuković 4. siječnja 2021.
- Naslovnica  Glas Koncila  Povijesni feljton SDS-ov DOSJE O BISKUPU STJEPANU BÄUERLEINU (4) Doušnici od Slavonije do Splita i Novoga Sada - Tomislav Vuković 18. siječnja 2021.
- SDS-ov DOSJE O BISKUPU STJEPANU BÄUERLEINU (5) »Veći dio prostora zauzimaju fotokopije korespondencije biskupa« - Glas Koncila Tomislav Vuković - 25. siječnja 2021.
- Naslovnica  Glas Koncila  Povijesni feljton SDS-ov DOSJE O BISKUPU STJEPANU BÄUERLEINU (6) »Uskraćujem odgovor na ovo pitanje!« - Tomislav Vuković - 1. veljače 2021.
- Naslovnica  Glas Koncila  Povijesni feljton SDS-ov DOSJE O BISKUPU STJEPANU BÄUERLEINU (7) Zbog čega se biskup protivio diplomatskim odnosima između Vatikana i Jugoslavije? - Tomislav Vuković - 8. veljače 2021.
- Naslovnica  Glas Koncila  Povijesni feljton SDS-ov DOSJE O BISKUPU STJEPANU BÄUERLEINU (8) Na sudu zbog staleškoga udruženja katoličkih svećenika - Tomislav Vuković - 15. veljače 2021.
- SDS-ov DOSJE O BISKUPU STJEPANU BÄUERLEINU (9) Morao svjedočiti i u postupku protiv budućega biskupa Kosa - Glas Koncila Tomislav Vuković 22. veljače 2021.
- SDS-ov DOSJE O BISKUPU STJEPANU BÄUERLEINU (10) Biskup svojim bogoslovima: »Ne plašite se katakomba 20. stoljeća« - Glas Koncila Tomislav Vuković 1. ožujka 2021.